# Gleb Kalarash
Gleb Kalarash (Moscú, 29 de noviembre de 1990) es un jugador de balonmano ruso que juega de pívot en el SC Pick Szeged. Es internacional con la selección de balonmano de Rusia.

## Palmarés

### Motor Zaporiyia
- Liga de Ucrania de balonmano (2): 2016, 2017

### Vardar
- Liga de Campeones de la EHF (1): 2019
- Liga de Macedonia del Norte de balonmano (2): 2019, 2021
- Liga SEHA (1): 2019
- Copa de Macedonia del Norte de balonmano (1): 2021

## Clubes
- Saint-Petersburgo HC (2013-2015)
- Motor Zaporiyia (2015-2017)
- SC Magdeburg (2017-2018)[2]
- RK Vardar (2018-2019)
- Motor Zaporiyia (2019)
- RK Vardar (2019-2021)
- HBW Balingen-Weilstetten (2021)
- MT Melsungen (2021-2023)
- SC Pick Szeged (2023- )